# Mycalesis manii
Mycalesis manii är en fjärilsart som beskrevs av William Doherty 1886. Mycalesis manii ingår i släktet Mycalesis och familjen praktfjärilar. Inga underarter finns listade i Catalogue of Life.